# Hibari Misora
Hibari Misora (美空ひばり Misora Hibari, 29 de maig del 1937 – 24 de juny del 1989) fou una cantant japonesa d'estil enka guanyadora de nombrosos premis, actriu i tresor vivent nacional.
Sovint ha estat considerada com una de les millors cantants de tots els temps, i fou la primera dona al Japó en rebre el Premi d'honor del poble (国民栄誉賞), que li fou atorgat per les seves destacades contribucions a la indústria musical. Hibari Misora també és una de les artistes musicals amb més èxit comercial del món, i a l'hora de la seva mort, havia gravat unes 1.200 cançons i venut 68 milions de discs. Pòstumament, la demanda per les seves gravacions cresqué considerablement, i l'any 2001 portava venuts més de 80 milions de discs. La seva cançó més coneguda Kawa no nagare no yō ni (川の流れのように) és representada sovint per artistes i orquestres com a homenatges, entre els quals execucions notables d'Els Tres Tenors, Teresa Teng, Mariachi Vargas de Tecalitlan i la Twelve Girls Band.